# David Rudisha
David Lekuta Rudisha (ur. 17 grudnia 1988 w Kilgoris) – kenijski lekkoatleta specjalizujący się w biegach średnich.
Syn Daniela Rudishy – srebrnego medalisty igrzysk olimpijskich w sztafecie 4 × 400 metrów (1968). Lekkoatletyczną karierę rozpoczął od biegu na 400 metrów i dziesięcioboju. Aktualny rekordzista świata w biegu na 800 metrów.

## Kariera
Zawodnik specjalizuje się w biegu na 800 metrów. W tej konkurencji w 2006 sięgnął po złoty medal mistrzostw świata juniorów, a rok później został mistrzem Afryki juniorów. Złoty medalista mistrzostw Afryki z 2008 roku. Podczas mistrzostw świata (2009) roku dotarł do półfinału i nie awansował do finału. Po czempionacie we wrześniu, na mityngu Rieti IAAF Grand Prix wynikiem 1:42,01 ustanowił rekord Afryki. W 2010 w Oslo podczas zawodów diamentowej ligi Bislett Games uzyskał czas 1:42,04. Na zawodach KBC Night of Athletics w Belgii ponownie poprawił rekord Afryki czasem 1:41,51. W Nairobi obronił tytuł mistrza Afryki, a 22 sierpnia w Berlinie, podczas mityngu Internationales Stadionfest poprawił 13-letni rekord świata Wilsona Kipketera, uzyskując wynik 1:41,09. Rezultat ten poprawił kilka dni później, 29 sierpnia, we włoskim Rieti wygrywając zawody Rieti IAAF Grand Prix z wynikiem 1:41,01. Zwycięzca łącznej punktacji Diamentowej Ligi 2010 w biegu na 800 metrów. 5 września 2010 wygrał bieg na 800 metrów w ramach pucharu interkontynentalnego. Na koniec sezonu zwyciężył w plebiscytach: IAAF World Athlete of the Year oraz Track & Field Athlete of the Year. Na początku sezonu 2011 borykał się z kontuzją – z tego powodu musiał opuścić starty m.in. w Dosze oraz Bydgoszczy. W pierwszym starcie po powrocie na bieżnię wygrał mityng w Nancy uzyskując najlepszy czas na świecie w sezonie 1:43,46. Złoty medalista mistrzostw świata w Daegu (2011). Zwycięzca łącznej punktacji Diamentowej Ligi 2011 w biegu na 800 metrów. Sezon 2011 zakończył pierwszą od ponad 2 lat porażką – w Mediolanie szybszy o 0,07 sekundy od Rudishy był 17-letni Etiopczyk Mohammed Aman, który przerwał tym samym serię 26 zwycięstw z rzędu Kenijczyka. Zwyciężył w plebiscycie Track & Field Athlete of the Year na lekkoatletę roku 2011. Rudisha, który nigdy nie startował w hali, nie wziął udziału w rozegranych w marcu 2012 w Stambule halowych mistrzostwach świata. 9 sierpnia 2012 zdobył złoto igrzysk olimpijskich w Londynie ustawiając kolejny rekord świata na 800 metrów – 1:40,91. Na koniec sezonu, jako drugi lekkoatleta w historii (po Carlu Lewisie) zwyciężył trzeci raz z rzędu w plebiscycie Track & Field Athlete of the Year na lekkoatletę roku. Z powodu kontuzji nie wziął udziału w mistrzostwach świata w Moskwie w 2013 roku. Srebrny medalista igrzysk Wspólnoty Narodów w Glasgow (2014). Złoty medalista mistrzostw świata na dystansie 800 metrów z Pekinu (2015). Na tym samym dystansie zdobył złoto rok później podczas igrzysk olimpijskich.

## Osiągnięcia
| Rok  | Impreza                             | Miejsce        | Konkurencja        | Lokata     | Wynik      |
| ---- | ----------------------------------- | -------------- | ------------------ | ---------- | ---------- |
| 2006 | Mistrzostwa świata juniorów         | Pekin          | bieg na 800 m      | 1. miejsce | 1:47,40    |
| 2006 | Mistrzostwa świata juniorów         | Pekin          | sztafeta 4 × 400 m | 4. miejsce | 3:05,54    |
| 2007 | Mistrzostwa Afryki juniorów         | Wagadugu       | bieg na 800 m      | 1. miejsce | 1:46,41    |
| 2008 | Mistrzostwa Afryki                  | Addis Abeba    | bieg na 800 m      | 1. miejsce | 1:44,20 CR |
| 2009 | Mistrzostwa świata                  | Berlin         | bieg na 800 m      | półfinał   | 1:45,40    |
| 2009 | Światowy finał lekkoatletyczny IAAF | Saloniki       | bieg na 800 m      | 1. miejsce | 1:44,85    |
| 2010 | Mistrzostwa Afryki                  | Nairobi        | bieg na 800 m      | 1. miejsce | 1:42,84 CR |
| 2010 | Puchar interkontynentalny           | Split          | bieg na 800 m      | 1. miejsce | 1:43,37    |
| 2011 | Mistrzostwa świata                  | Daegu          | bieg na 800 m      | 1. miejsce | 1:43,91    |
| 2012 | Igrzyska olimpijskie                | Londyn         | bieg na 800 m      | 1. miejsce | 1:40,91 WR |
| 2014 | Igrzyska Wspólnoty Narodów          | Glasgow        | bieg na 800 m      | 2. miejsce | 1:45,48    |
| 2015 | Mistrzostwa świata                  | Pekin          | bieg na 800 m      | 1. miejsce | 1:45,84    |
| 2016 | Igrzyska olimpijskie                | Rio de Janeiro | bieg na 800 m      | 1. miejsce | 1:42,15    |

## Rekordy życiowe
| Konkurencja        | Czas    | Data                 | Miejsce    | Uwagi         |
| ------------------ | ------- | -------------------- | ---------- | ------------- |
| bieg na 600 metrów | 1:13,10 | 5 czerwca 2016(dts)  | Birmingham | rekord Afryki |
| bieg na 800 metrów | 1:40,91 | 9 sierpnia 2012(dts) | Londyn     | rekord świata |